# Pico La Hacienda
El Pico La Hacienda (8°14′25″N 71°22′42″O / 8.2404, -71.3782) es el nombre que recibe una montaña en el estado Mérida, al occidente de Venezuela. Constituye uno de los puntos más altos del Estado con sus 3.129 metros sobre el nivel del mar, ubicado al norte de Mucuchachí entre los poblados de Mijará y El Rincón en el extremo oeste del parque nacional Tapo-Caparo. 

## Ubicación
El Cerro Guamalito se encuentra en el extremo norte del Municipio Arzobispo Chacón, sobre una fila montañosa al norte del cual se asienta el pico Campo Alegre, en el corazón de la Cordillera de Mérida. Por el valle de su costado este se asientan los poblados andinos de Campo Alegre y Mijará. Al sur se encuentra un gran estrecho de varios kilómetros de páramo andino hasta Mucuchachí.

## Geografía
En los alrededores del Pico La Hacienda hay numerosas cascadas y quebradas de montaña, entre ellas Quebrada Los Rastrojos, Quebrada El Toro y Quebrada Honda en su falda oeste. Es una montaña de difícil ascenso por lo poco accesible e intrincado del lugar, con muy fuertes pendientes y desfiladeros, sumando a esto las condiciones climáticas del páramo andino, que por lo general se mantiene cubierto de una densa niebla. El acceso es más factible por los poblados andinos del sur del pico.